# Paris-Saint-Lazare (televizní seriál)
Paris-Saint-Lazare je francouzský šestidílný televizní seriál, který v roce 1982 odvysílal televizní kanál Antenne 2.

## Děj
Během šesti dnů v témže týdnu sledujeme životy několika obyvatel pařížského předměstí: student a jeho přátelé, prodavačka obuvi, která hledá otce pro své dítě, a která se každé ráno ve vlaku setkává s číšníkem, zamilovaný pár, který se připravuje na společné soužití, pár v uprostřed života, nad nímž se rýsuje rozvod, pár, který musí čelit manželově nezaměstnanosti v 55 letech, a také ovdovělý důchodce. Tito lidé mají společné to, že každý den využívají pařížské nádraží Saint-Lazare.

## Obsazení
| Loleh Bellon            | Andrée Tasson             |
| Jean Bouise             | Paul Tasson               |
| Paul Le Person          | René                      |
| Khady Thiam             | Leïla                     |
| Aline Bertrand          | Louise                    |
| Pascal Mazzotti         | účetní                    |
| Dominique Labourier     | paní Belleau              |
| Didier Flamand          | pan Belleau               |
| Karol Zuber             | syn Belleau               |
| Damien Boisseau         | syn Belleau               |
| Christine Dejoux        | Annick Le Morvan          |
| Albert Dray             | Lenoëc                    |
| Pascale Rocard          | Rose                      |
| François Cluzet         | Pierre                    |
| Renée Faure             | Philippova matka          |
| Valérie Dréville        | studentka                 |
| Yves Knapp              | student                   |
| Patrick Bruel           | student                   |
| Laurent Zagorac         | student                   |
| Jean-Pierre Sentier     | Philippe                  |
| Charlie Nelson          | Jean-Louis                |
| Henri Labussière        | Bretonec                  |
| Jacques Rispal          | klinet-básník             |
| Nathalie Courval        | Catherine                 |
| Henri Genès             | ředitel pracovní agentury |
| Charlotte Maury-Sentier | Gaëlle                    |
| Jean-Paul Bonnaire      | pan Dubourel              |
| Maryline Even           | paní Dubourel             |
| Jacqueline Holtz        | žena v pracovní agentuře  |
| Maurice Bénichou        | Annickův zákazník         |
| Aïna Walle              | Velšanka                  |
| Bertrand Lacy           | Loïc                      |
| Jean-Pierre Bagot       | Philippův kolega          |
| Michel Such             | Philippův kolega          |
| Philippe Brigaud        | muž v nemocnici           |
| Jenny Clève             | matka                     |
| Germaine Delbat         | majitel restaurace        |
| Cheik Doukouré          | muž v nemocnici           |
| Jean-Michel Haas        | detektiv                  |
| Noëlle Leiris           | Annickova šéfová          |
| Jean Lescot             | klient v bance            |
| André Rouyer            | majitel bistra            |
| Rachel Salik            | žena v nemocnici          |
| Mimi Young              | Annickova kolegyně        |